# Cheville (musique)
Pour les articles homonymes, voir Cheville.
 (août 2024).
Si vous disposez d'ouvrages ou d'articles de référence ou si vous connaissez des sites web de qualité traitant du thème abordé ici, merci de compléter l'article en donnant les références utiles à sa vérifiabilité et en les liant à la section « Notes et références ».

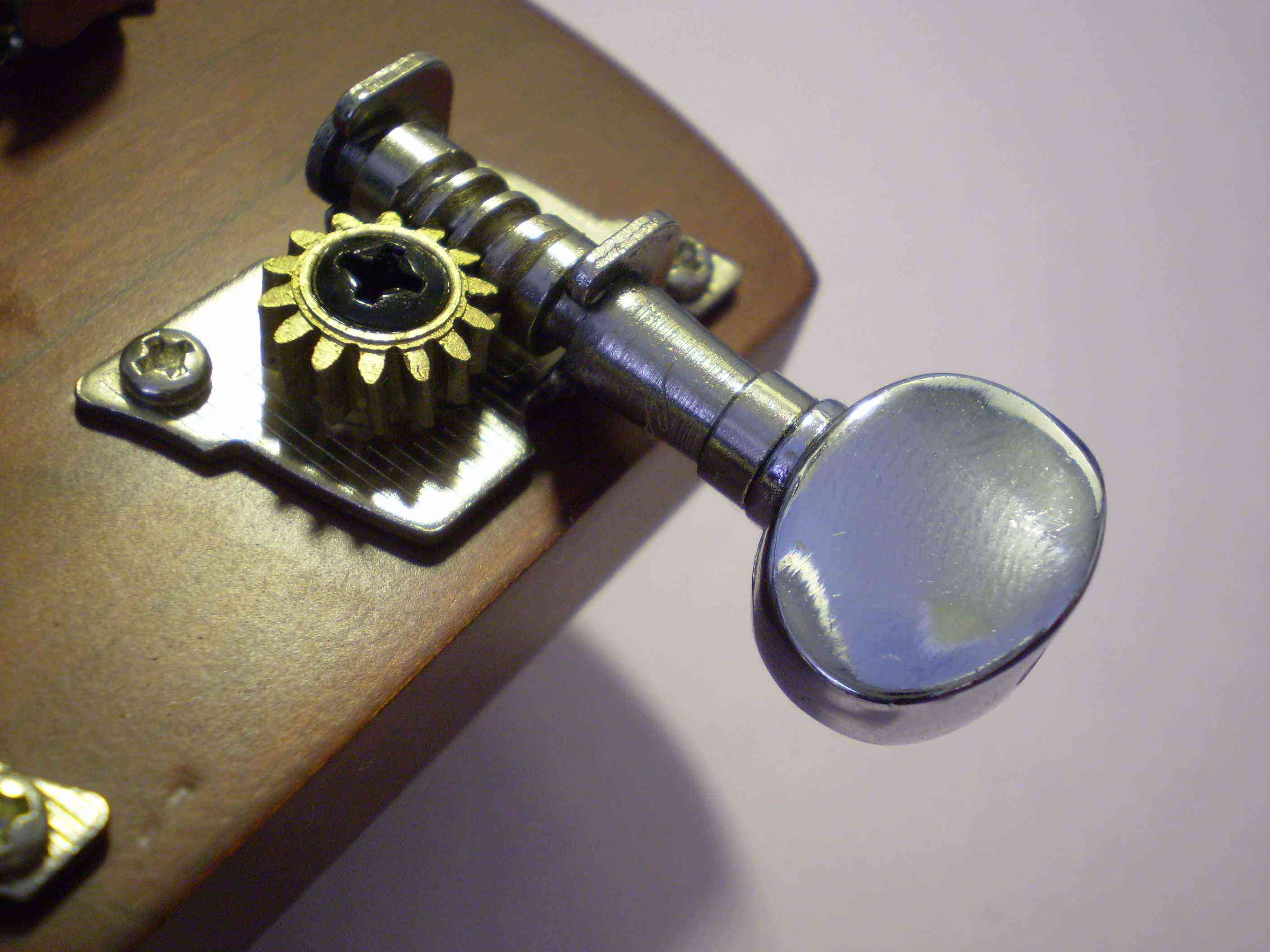
Mécanique (Vis sans fin) permettant la manœuvre des chevilles d'un ukulele.

En musique, la cheville est une petite pièce de bois ou de métal qui permet de fixer une des extrémités des cordes et de régler leur tension.

## Instruments à cordes frottées

### Violon,alto,violoncelle...

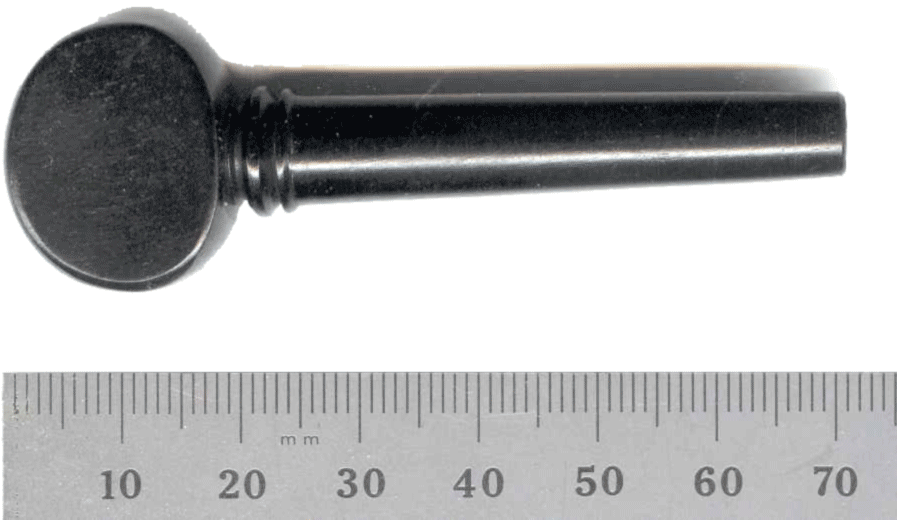
Cheville de violon.

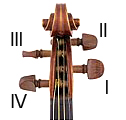
Correspondance invariable entre chaque cheville et sa corde.

Les instruments à cordes frottées tels que le violon, l'alto ou le violoncelle ont le même type de cheville, une pièce de buis, de palissandre, d'ébène ou d'un autre bois dur homogène, qui se situe dans la tête (ou cheviller). Elle est une des extrémités de la corde, l'autre étant le tendeur au niveau du cordier. Elle est bloquée dans un des quatre orifices de la tête, perpendiculairement à l'axe de la touche.

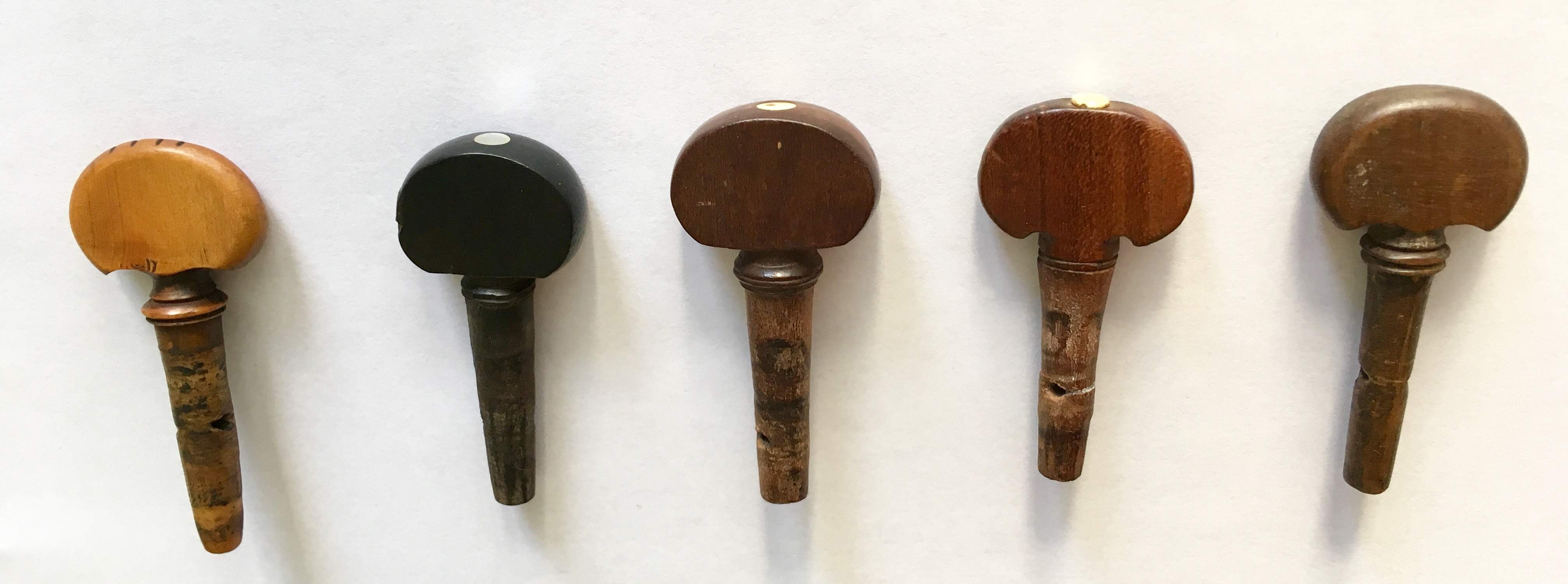
Chevilles de violon datant des.

La cheville, qui se manipule à la main, ne permet qu'un réglage un peu grossier de la tension donc de l'accord. L'instrumentiste est souvent obligé d'affiner le résultat :
- grâce à des tendeurs : il peut alors abaisser ou élever la note sans difficulté.
- en manipulant directement la corde :
  - en appuyant sur la corde entre le sillet et la cheville ; la tension entre sillet et cheville diminue, et donc celle entre sillet et chevalet augmente : la note produite est plus aigüe.
  - en la tirant (comme pour démarrer un pizz Bartok) puis en la relâchant (doucement), ce qui amoindrit ou annule la manœuvre précédente.

La fixation de la corde ne se fait pas comme pour le tendeur, où une boule ou une boucle sert à bloquer l'extrémité de la corde. Le blocage est ici très simple : la corde passe sur elle-même une fois lors du premier tour, et la tension assurera ensuite le maintien du système. Un filage de tissu est tout de même présent pour augmenter l'adhérence de la corde avec elle-même, sinon faible dans le cas du métal.
Les luthiers assurent, lors de l'entretien général des instruments à cordes frottées, un rognage et un graissage des chevilles. Celles-ci doivent en effet être parfaitement adaptées à leur orifice, et glisser aisément, mais uniquement sous la volonté du musicien.

### Contrebasse

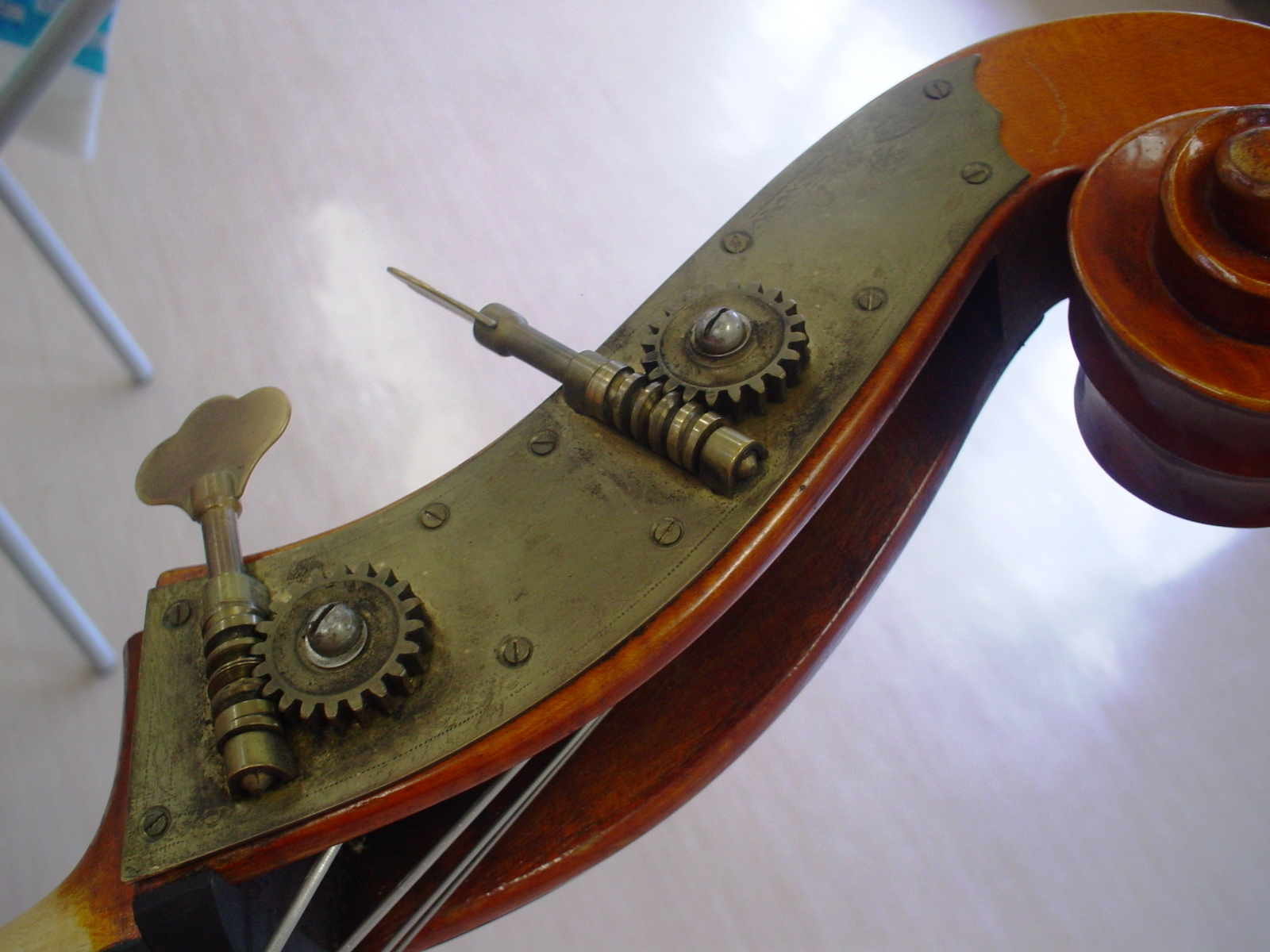
Mécaniques sur une contrebasse.

Sur une contrebasse, l'accordage se fait avec des mécaniques qui n'agissent pas directement sur les cordes, trop difficiles à manipuler : ce sont des vis sans fin, fixées sur une plaque métallique, qui font tourner les engrenages attachés aux petits cylindres d'ébène sur lesquels sont enroulées les cordes. Le dispositif présente un double avantage : il réduit l'effort nécessaire à la manœuvre de la cheville, mais surtout son irréversibilité assure que la corde ne se détendra pas.

## Instruments à cordes frappées

### Piano

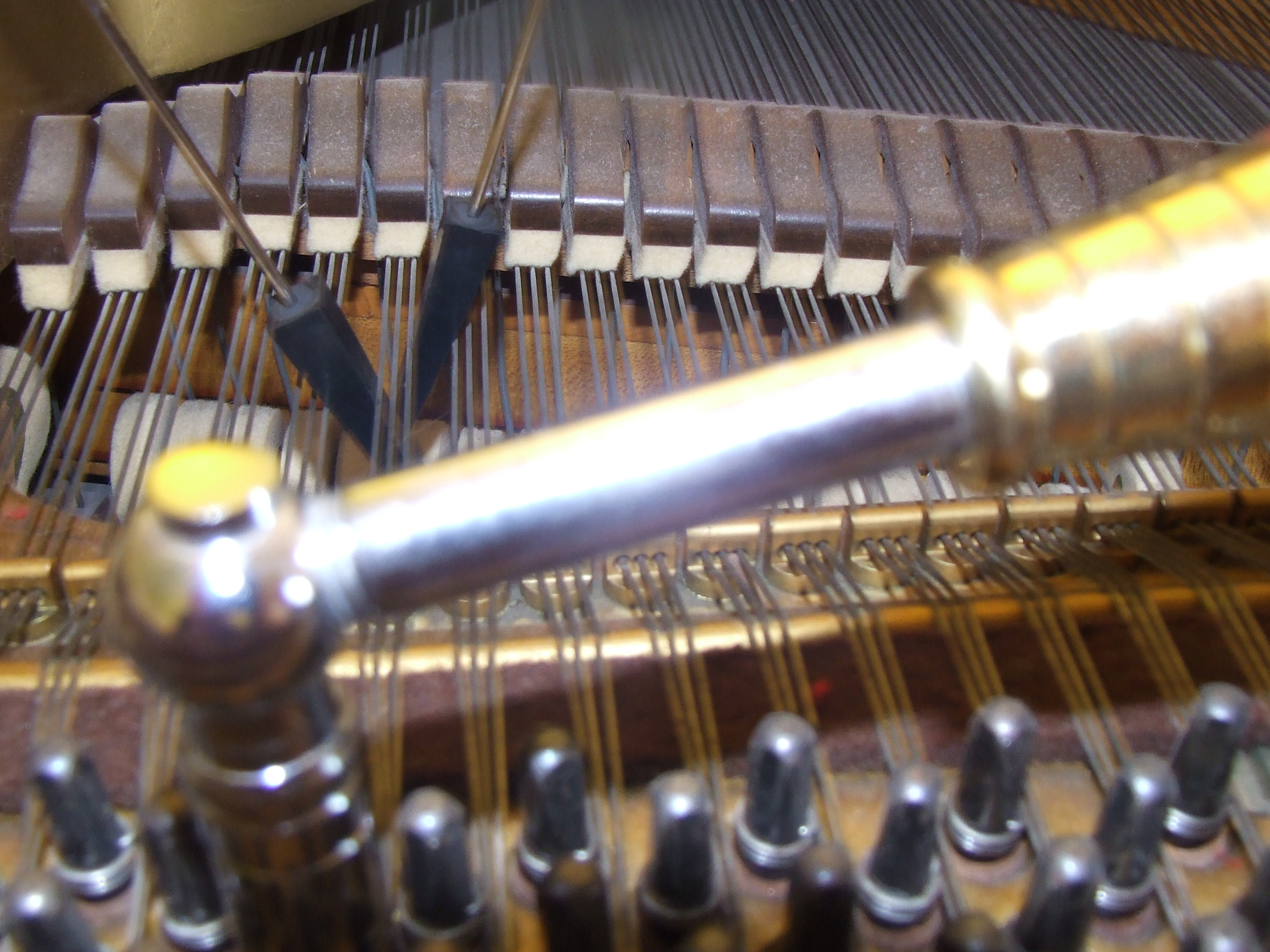
Accordage d'un piano. Clé d'accord en place sur une des chevilles au premier plan.

Les chevilles du piano sont en métal. Traversant le cadre et emmanchées à force dans un sommier de bois dur (hêtre) fixé au revers du cadre, elles se manipulent à l'aide d'une clé. L'accord d'un piano est bien plus long que celui d'un instrument comme le violon ; il comporte environ 220 cordes dont il faut vérifier la justesse. L'accord d'un piano a donc lieu environ une ou deux fois par an pour les particuliers (bien plus souvent pour les professionnels, avant chaque concert dans les grandes formations), quand celui de nombreux autres instruments est nécessairement quotidien.

## Instruments à cordes pincées

### Guitare
Le système de chevilles de la guitare classique (guitare espagnole, acoustique) rappelle directement celui de la contrebasse, avec des mécaniques qui n'agissent pas directement sur la corde (vis sans fin et cylindres d'ivoire ou de plastique).
Dans le cas des guitares modernes, les mécaniques sont derrière la tête, et les cylindres métalliques sur lesquels sont enroulées les cordes sont enfoncés à la verticale par rapport à la tête (voir photos).
Dans tous les cas, le système est aussi précis qu'un tendeur : en conséquence, le cordier n'est qu'une barre d'attache où les cordes sont nouées.

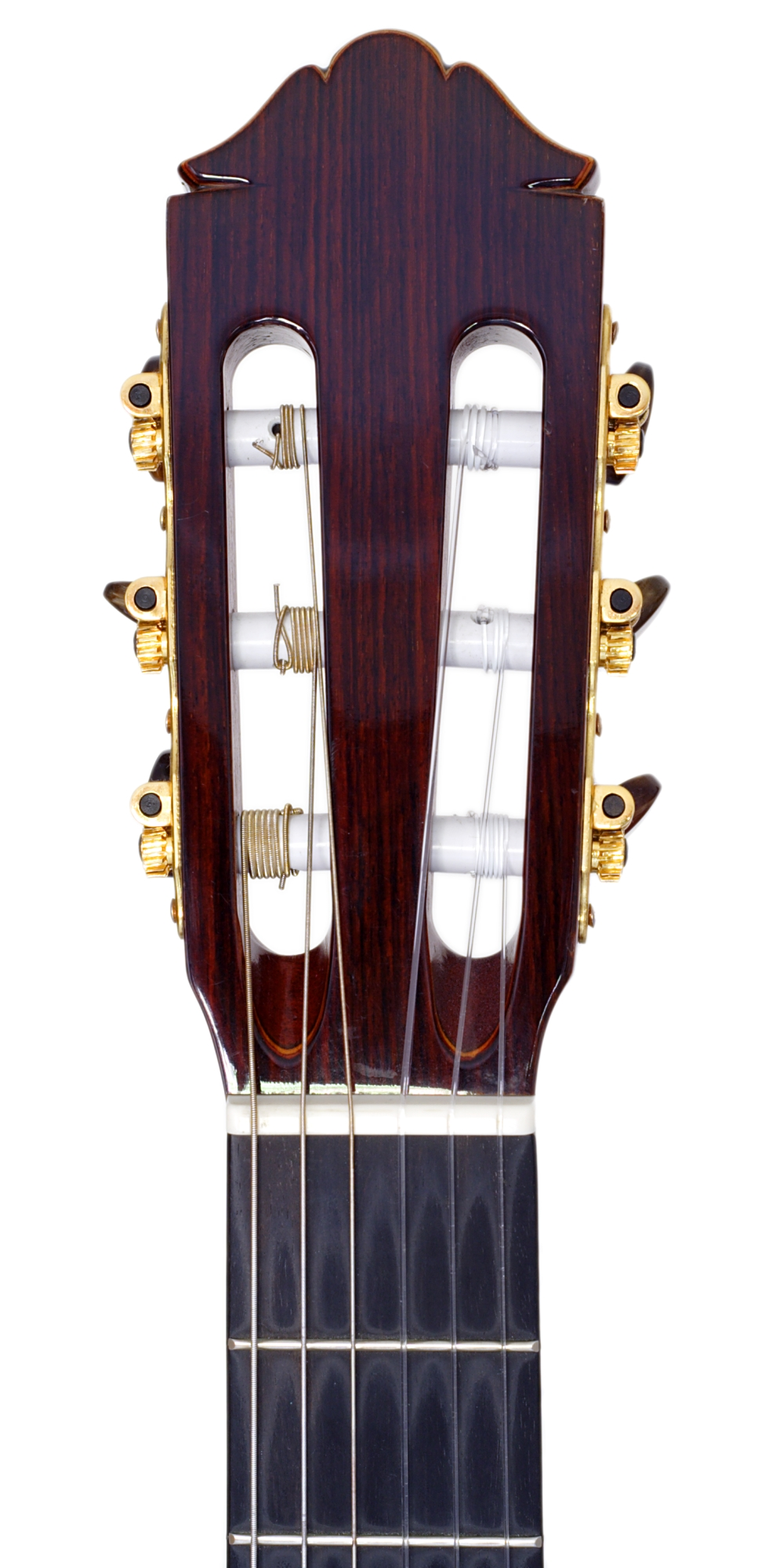
Tête de guitare classique, de face.
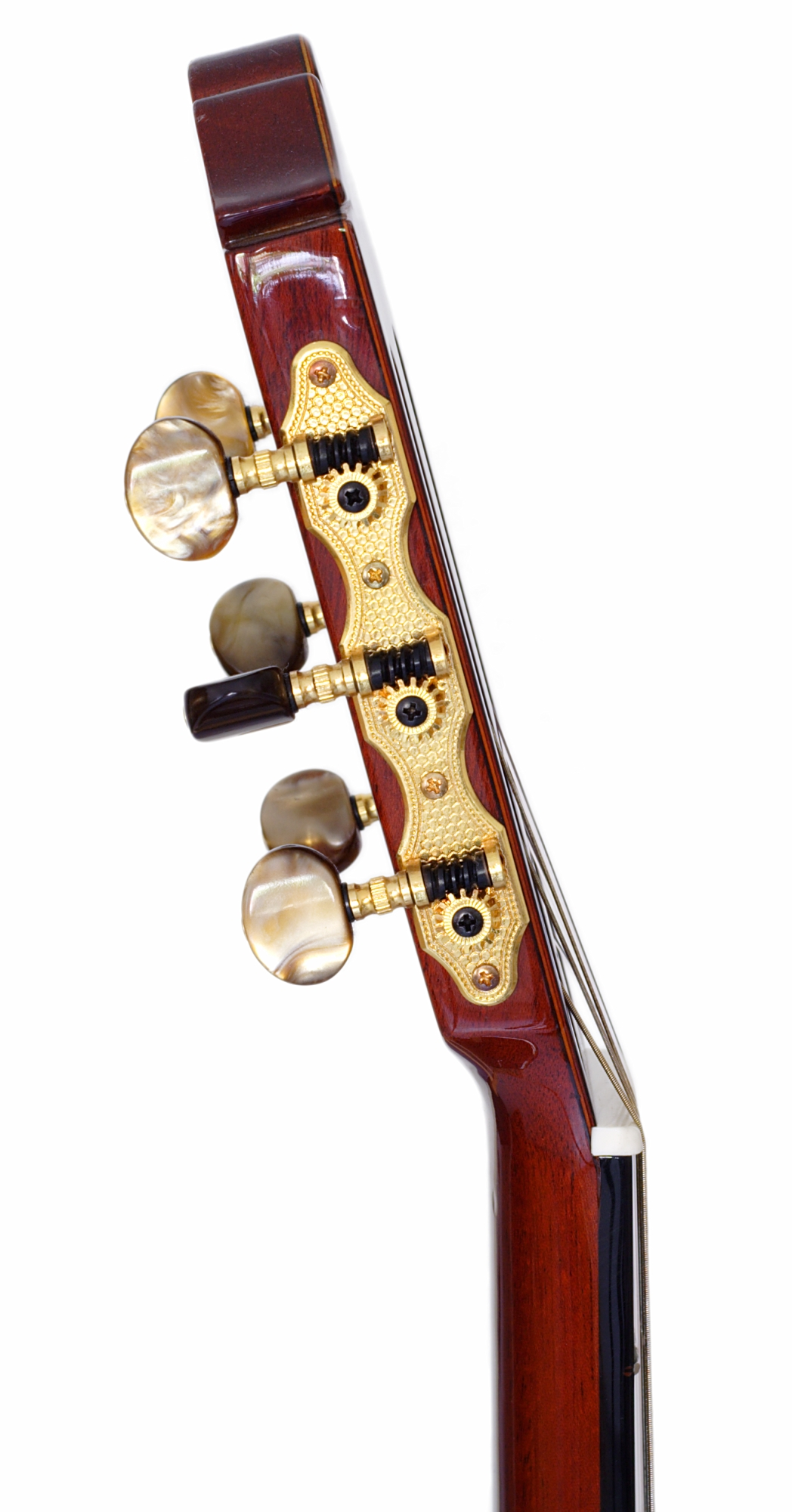
Tête de guitare classique, de profil.
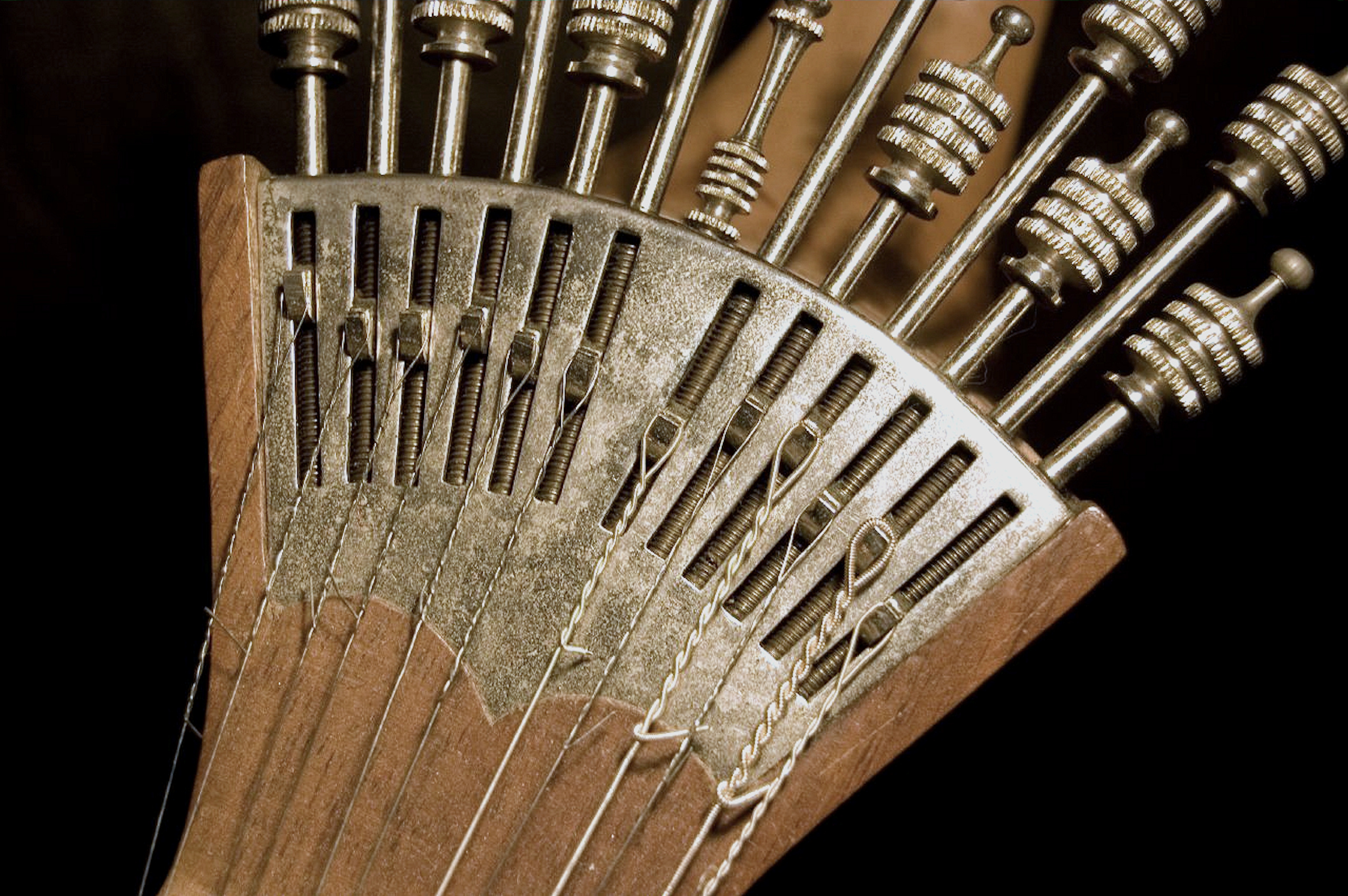
Tête de guitare portugaise.
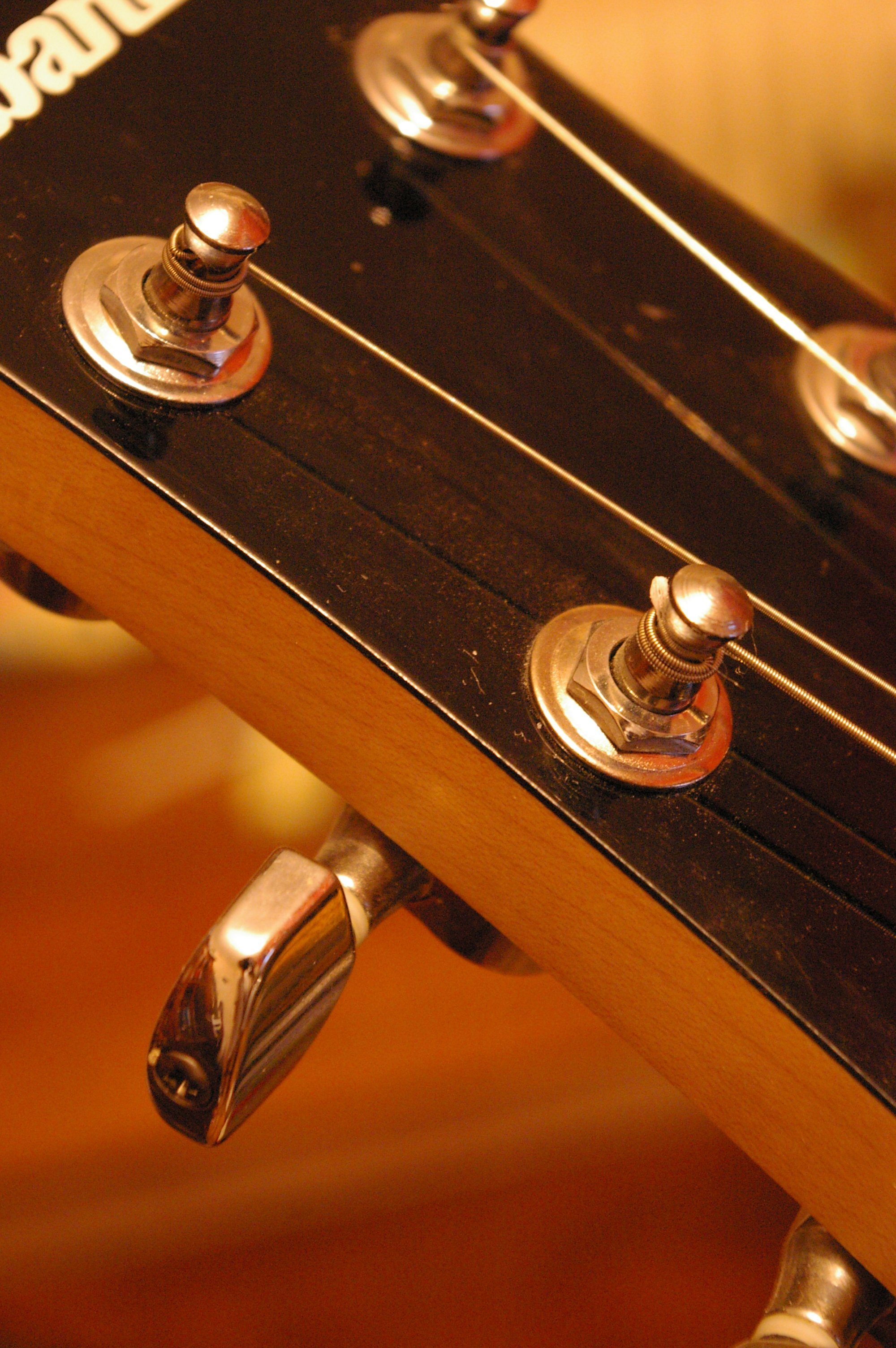
Tête de guitare électrique.
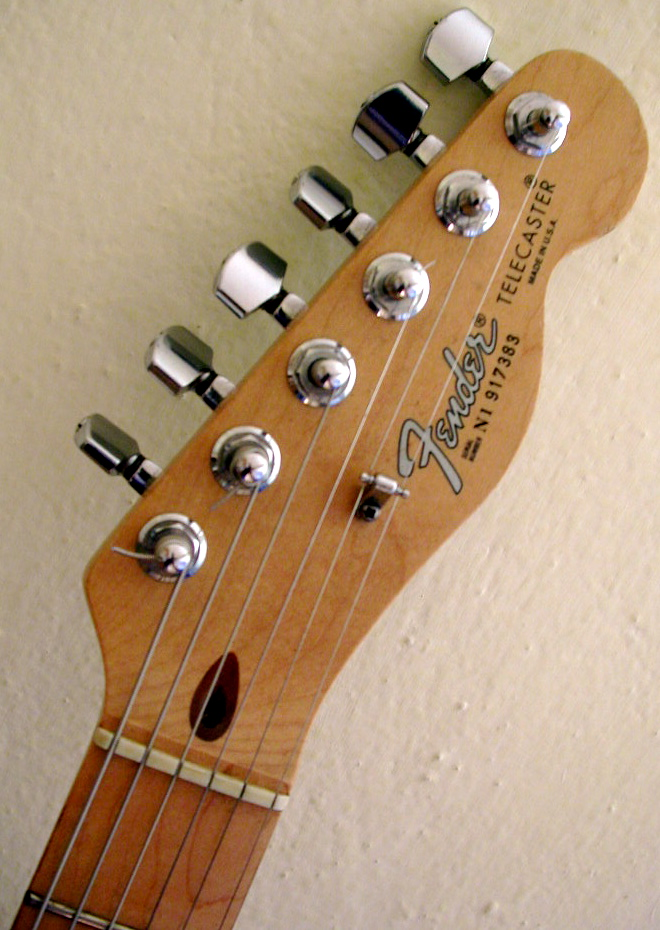
Mécaniques alignées sur une Fender Telecaster.

### Harpe
Le système de fixations des chevilles de la harpe est identique à celui du piano, le doublage des cordes en moins. Il y a par contre un système supplémentaire qui, sans influer sur l'accord réel, permet de changer temporairement la hauteur des cordes en modifiant leur tension. Sa manipulation se fait à l'aide de pédales. Lors de l'accord, ce système doit être à l'état nul, toutes cordes à leur tension minimale.

### Clavecin
Dans les clavecins « du renouveau » (XXe siècle, jusque vers 1970), les chevilles sont identiques à celles du piano.
Dans les clavecins anciens ou les « copies d'ancien » fabriquées actuellement, les chevilles sont des pièces cylindriques en fer, légèrement coniques à leur extrémité inférieure et aplaties vers le haut (pour pouvoir être manœuvrées à l'aide d'une clef). Elles sont insérées dans le sommier, percé de trous de même diamètre. Les cordes sont enroulées autour des chevilles, la technique d'enroulement permettant un assujettissement sans nœud sur la corde ni trou dans la cheville.